# Gladiolus antakiensis
Gladiolus antakiensis là một loài thực vật có hoa trong họ Diên vĩ. Loài này được A.P.Ham. miêu tả khoa học đầu tiên năm 1983.